# Сен-Жюст, Луи Антуан
Луи́ Антуа́н Лео́н де Сен-Жюст (фр. Louis Antoine Léon de Saint-Just, 25 августа 1767 года, Десиз, ныне департамент Ньевр, — 28 июля 1794 года, или 10 термидора II года Республики, Париж; также известный просто как Сен-Жюст) — французский революционер, военный и политический деятель Великой французской революции.
Избран в Национальный конвент в 1792 году, являлся самым молодым депутатом. После восстания 31 мая — 2 июня 1793 года стал членом Комитета общественного спасения 10 июля 1793 года, участвовал в создании Революционного правительства в контексте войны против коалиции иностранных монархий и гражданской войны.
Монтаньяр и якобинец, отличался красноречием и непоколебимостью принципов. Один из основателей Революционного правительства, участвовал во всех сферах его работы. Способствовал повышению боеспособности республиканской армии и как представитель Конвента лично вёл войска во время битвы при Флерюсе. Участвовал в создании Декларации прав человека и гражданина и Конституции 1793 года. Один из вдохновителей якобинской диктатуры и террора. Робеспьерист, принципиальный автор вантозских декретов.
9 термидора II года (27 июля 1794 года), после бурного заседания в Конвенте, он был арестован вместе с Робеспьером, Кутоном и Леба. После восстания Парижской Коммуны того же дня в поддержку арестованных Сен-Жюст был объявлен Конвентом вне закона и казнён без суда и следствия на следующий день, 10 термидора (28 июля 1794 года).

## Биография

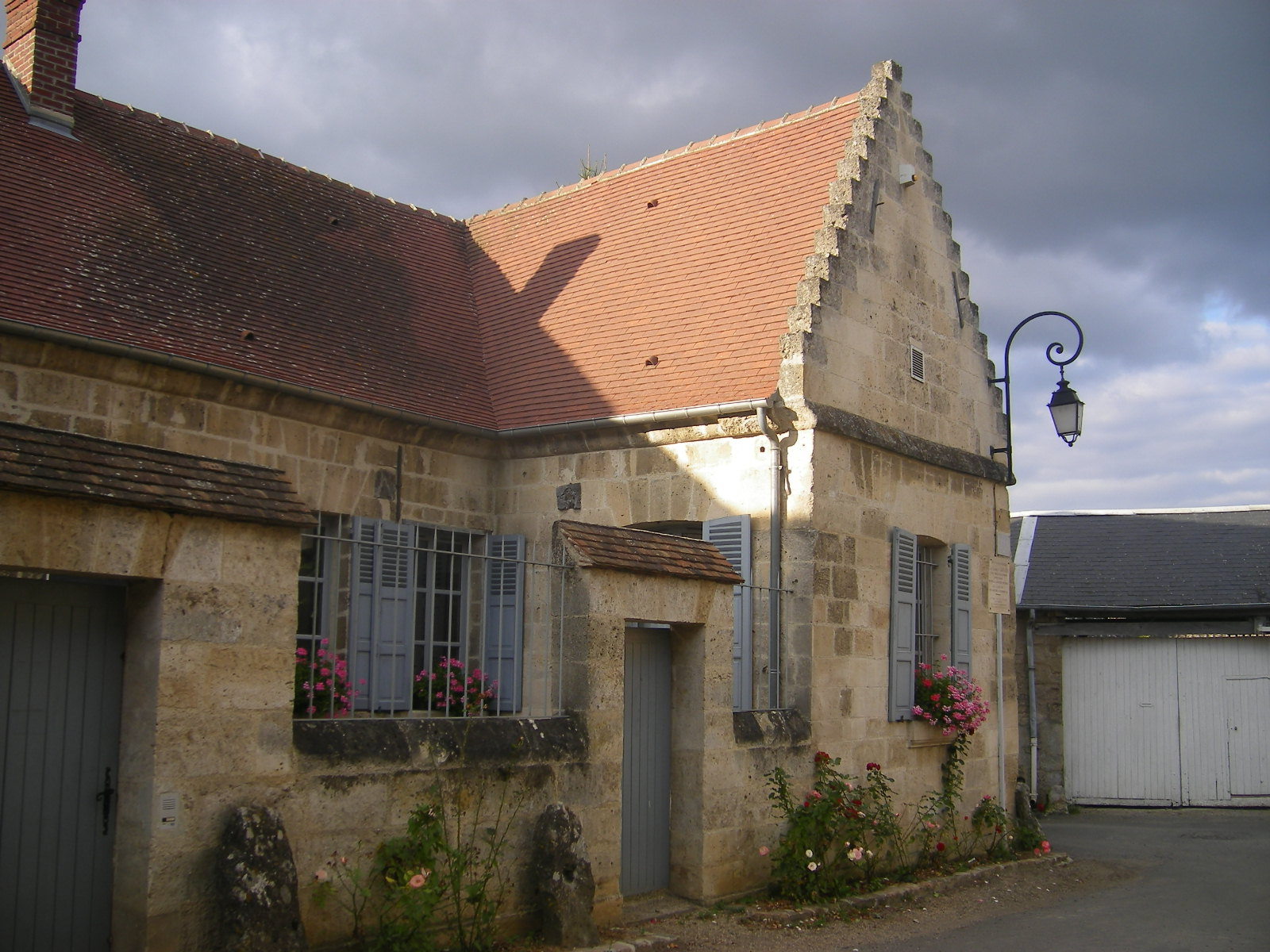
Дом Сен-Жюста в Блеранкуре

Луи Антуан Сен-Жюст (устаревшее написание Людовик-Антуан) родился в 1767 году в Десизе. Его отец, заслуженный кавалерийский офицер, умер, когда сыну едва исполнилось 10 лет. Первоначальное образование Сен-Жюст получил в ораторианском колледже в Суассоне под руководством лиц духовного звания, затем слушал право в Реймсе. Будучи ещё учеником, он написал поэму «Organt», появившуюся на свет в 1789 году, она имела характер сатиры на нравы современного ему общества.
Знакомство Сен-Жюста с деятелями революции относится к концу 1789 г., когда он во время поездки в Париж встретился там с Камилем Демуленом. В провинцию он вернулся сторонником революционных идей. Как один из офицеров Национальной гвардии Блеранкура, он вместе с депутацией от города отправился в Париж для участия в празднествах первой годовщины взятия Бастилии, 14 июля 1790 года. В это же время завязалось знакомство Сен-Жюста с Робеспьером, к которому Сен-Жюст обратился с письмом по делам блеранкурской коммуны. В этом письме Сен-Жюст выставляет себя поклонником Робеспьера, называя его достойным быть депутатом не только от Арраса, но и от всей республики. Характерно в этом письме и то, что Сен-Жюст предлагал в случае надобности поступиться всем своим родовым имуществом на общую пользу.
В 1791 году Сен-Жюст написал книгу «Дух революции и конституции во Франции». При выборах в Законодательное собрание он выставил свою кандидатуру, но избран не был, так как по закону возраст кандидата должен был быть не менее 25 лет, а Сен-Жюсту было только 24 года. В Национальный конвент он был избран значительным большинством голосов и занял место рядом с Робеспьером. Вскоре ему пришлось принять участие в бурном заседании, вызванном петицией оксерских якобинцев о предании короля суду.

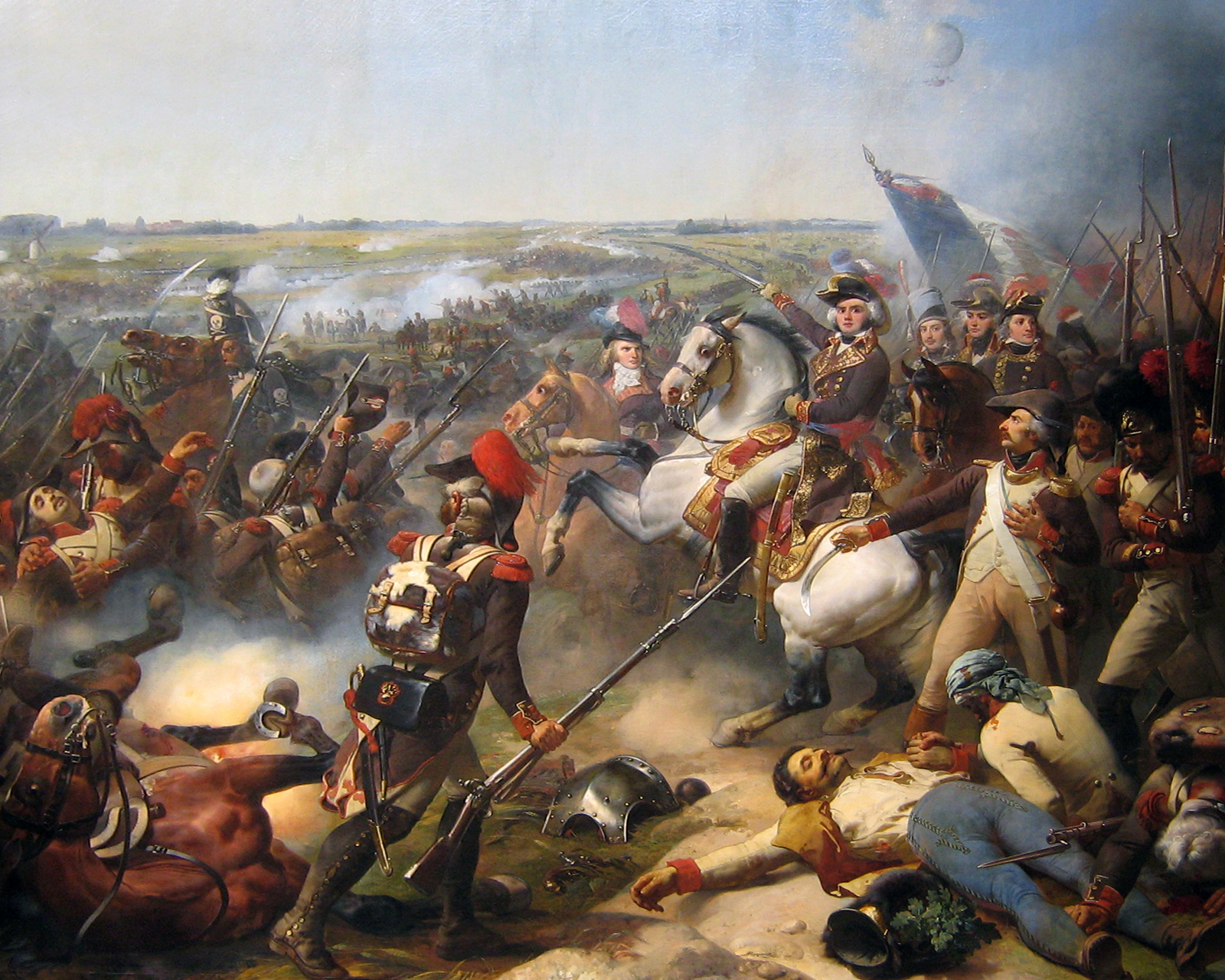
Битва при Флерюсе, Сен-Жюст в центре, слева от Журдана

Речь, произнесённая им 13 ноября, сразу сделала его известным. Он говорил, что нельзя смотреть на короля как на гражданина и вершить над ним суд; король для французов — только неприятель, враг, и больше ничего. Свою речь он закончил так: «Спешите покончить с процессом короля, ибо нет ни одного гражданина, который не имел бы над королём тех же прав, какие Брут имел над Цезарем». Искусные ораторские приёмы, привлекательная внешность Сен-Жюста, его воодушевление, уверенность в собственной правоте, смелость решения вопроса — всё это произвело поразительный эффект, и молодой оратор занял место наряду с главными вождями революции.
Когда Кондорсе внёс на рассмотрение доклад о проекте конституции, Сен-Жюст противопоставил ему свой собственный проект, многие из положений которого вошли в конституцию 1793 года (Сен-Жюст был одним из её составителей). Всё своё свободное время Сен-Жюст посвящал изучению различных систем и планов общественного и государственного устройства, и мысли по этому поводу нашли отражение в работе, изданной спустя шесть лет после его смерти («Fragments sur les institutions républicaines»). В этом труде заметно влияние «Республики» Платона, «Contrat social» Руссо; основная мысль сочинения — подчинение личности обществу.
За несколько дней до изгнания жирондистов из конвента Сен-Жюст вступил в Комитет общественного спасения с целью переделать его устав, составленный 6 апреля жирондистом Инаром. После ареста жирондистов Комитет общественного спасения поручил Сен-Жюсту сформулировать обвинение против них. К этому времени окончательно укрепилась его дружба с Робеспьером и Кутоном, и они получили название «триумвиров».
В конце 1793 года Сен-Жюст был послан в Страсбург для установления там порядка и наказания изменников. В период с 19 февраля по 5 марта 1794 года Сен-Жюст был председателем Конвента. Весной 1794 года он выступил главным обвинителем сначала против эбертистов, потом против Дантона и его партии. Когда перед 9 термидора раскол в комитетах достиг высшей степени накала, Сен-Жюст подготовил большую горячую речь в защиту Робеспьера и направленную против его врагов. Выходя из дома на заседание 9 термидора, он сказал, что идёт «открыть свою душу Конвенту». Но этой речи ему не суждено было сказать; вместе со своими друзьями он был арестован на собрании. Вечером нескольким якобинцам удалось освободить их, но они вскоре были арестованы вновь, и 10 термидора их повели на казнь. Сен-Жюст подставил свою голову под нож гильотины с полным спокойствием.

### Термидор
В полдень Сен-Жюст отправился прямо в конвент, вероятно, готовый возложить вину на Бийо, Колло д’Эрбуа и Карно. Он говорил: «Я не отношусь к фракции; я буду бороться со  всеми». Бийо-Варенн жаловался на то, как с ним обращались в Якобинском клубе накануне вечером, и на то, что Сен-Жюст не сдержал своего обещания показать свою речь перед встречей. Пока обвинения накапливались, Сен-Жюст молчал. В ходе последовавших дебатов его коллега-депутат Фрерон обвинил его в формировании триумвирата с Робеспьером и Кутоном, что было отсылкой к первому триумвирату Юлия Цезаря, Помпея и Красса, который привел к концу Римской республики. Наконец, несколько из них оттолкнули его от кафедры, и каждый начал свою собственную речь, в которой они призывали к удалению Робеспьера и всех его сторонников. Среди всего этого шума, вспоминал Баррас, Сен-Жюст «не сходил с трибуны, несмотря на помехи, которые заставили бы уйти любого другого. Он лишь спустился на несколько ступенек, затем снова поднялся, чтобы гордо продолжить свою речь… Неподвижный, невозмутимый, он, казалось, бросал всем вызов своим спокойствием».
Сен-Жюст сохранил свое достоинство на кафедре, но не свою жизнь. Поднявшись в его поддержку, Робеспьер захлебнулся и потерял голос; его брат Огюстен, Филипп Леба и другие ключевые союзники пытались повлиять на депутатов, но потерпели неудачу. Встреча закончилась приказом об их аресте. Сен-Жюст был доставлен в «Écossais». Однако через несколько часов мэр пригласил пятерых укрыться в Hôtel de Ville. Около 11 часов вечера Сен-Жюст был доставлен. Около 2 часов ночи Баррас и Бурдон в сопровождении нескольких членов Конвента прибыли двумя колоннами. Когда гренадеры ворвались внутрь, несколько побежденных якобинцев попытались покончить с собой. Невозмутимый Сен-Жюст сдался, не сказав ни слова. Среди пленных «только Сен-Жюст со связанными руками, но высоко поднятой головой мог ходить». Робеспьер, Сен-Жюст и двадцать их соратников были гильотинированы на следующий день, и Сен-Жюст, как говорят, принял свою смерть с хладнокровием и гордостью. В качестве последней формальности он указал на копию Конституции 1793 года и сказал: «Я тот, кто это сделал». Сен-Жюст и его гильотинированные соратники были похоронены на кладбище Эррансис, обычном месте погребения казненных во время Революции. В середине 19 века их останки были перенесены в катакомбы Парижа.

## Личность

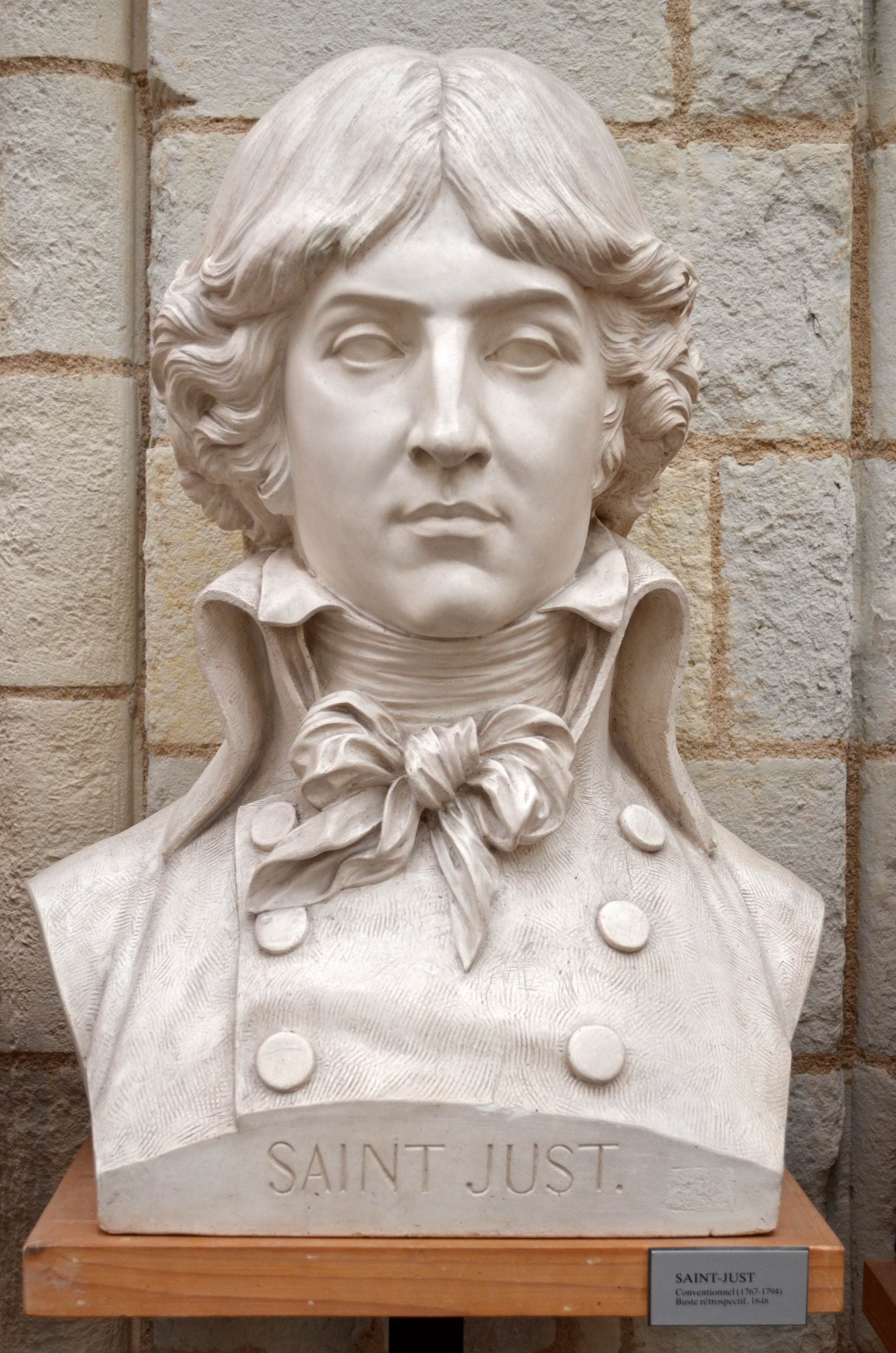
Бюст Сен-Жюста авторства Давида д’Анже

Амбициозный и ведущий активный образ жизни, Сен-Жюст неуклонно работал над претворением своих целей в жизнь. В частности, ему принадлежит высказывание: «Революционеры не отдыхают, если только не в могиле». Современники неоднократно описывали его как высокомерного человека, убеждённо считающего себя опытным руководителем и оратором, а также имеющего твёрдый революционный характер. Его уверенность в себе зачастую превращалась в ощущение превосходства, и «..он давал чётко понять, что считает себя ответственным, а свою волю законом». В частности, Камиль Демулен оставил такой комментарий о нём — «он носит свою голову, как святые Дары или как истинное вместилище святого Духа».

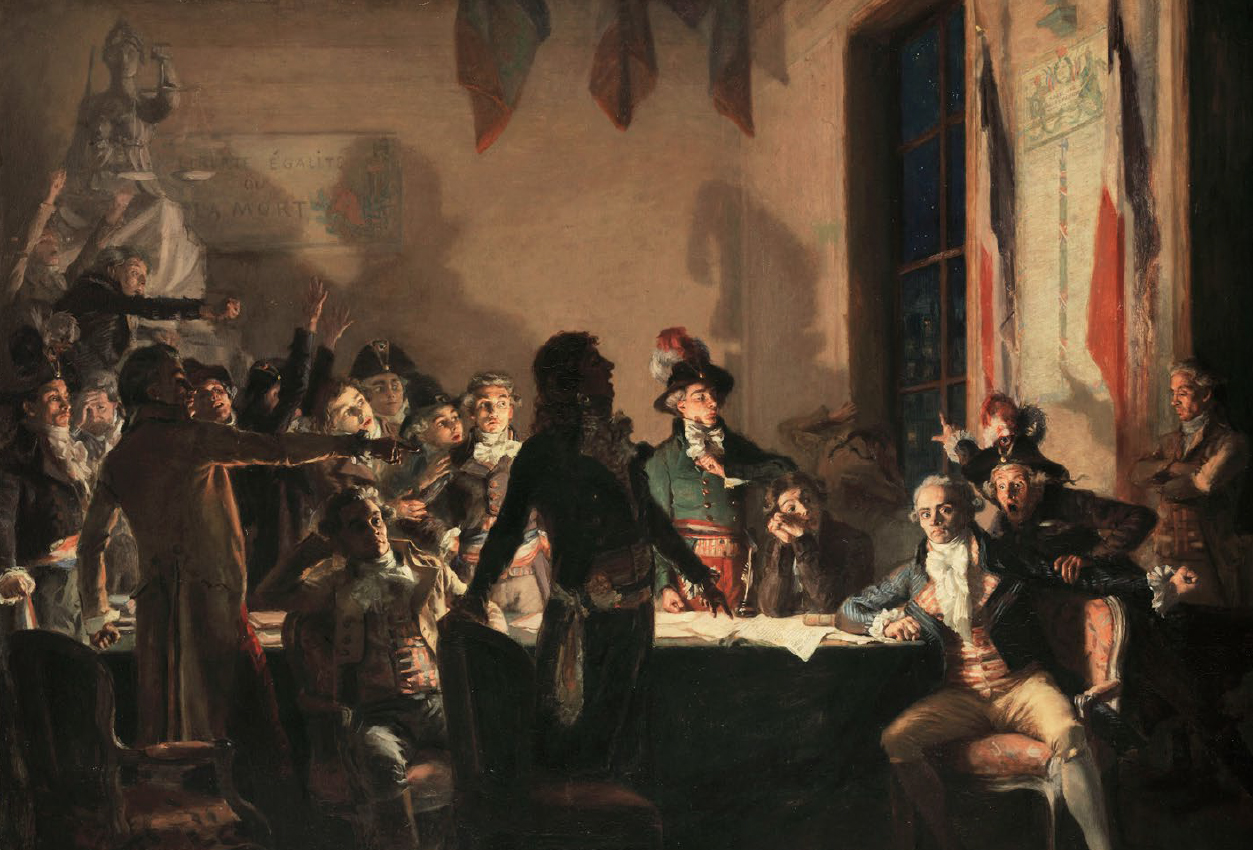
Жан Жозеф Вертс. Падение Робеспьера. Сен-Жюст и члены Исполнительного комитета умоляют Робеспьера поставить свою подпись к призыву к восстанию, адресованного секции Пике

В то время, когда Сен-Жюст пришёл к власти, его личность кардинально изменилась. Начиная как борец за гуманизм, свободу личности и критик смертной казни даже в контексте трудов своих кумиров, Сен-Жюст постепенно пришёл к совершенно противоположным позициям. Свободолюбивый и страстный в молодости, он быстро стал сосредоточенным, «тираническим и безжалостно тщательным». Он стал «ледяным идеологом республиканской чистоты», как камень недоступный любым тёплым страстям". 
В своих публичных выступлениях Сен-Жюст был ещё более смел и откровенен, чем его наставник Робеспьер. Что касается внутренней политики, он готов был пожертвовать другими: «Вы должны наказать не только предателей, но и тех, кто слишком равнодушен, слишком пассивен по отношению к республике, а также тех, кто ничего не делает с этим». Он считал, что единственный способ создать истинную республику, это уничтожить всех её врагов, и «полностью уничтожать любое противодействие». В этом плане показательно его высказывание в Конвенте во время войны, где он с сожалением отметил, что «Судно Революции не может прийти в порт, не окрасив воды в крови». Он также призывал депутатов «понять, что нация может создать себя только с помощью горы трупов».
Несмотря на очевидные недостатки, Сен-Жюст был способен внушить к себе уважение с помощью своей силы убеждения. Однако его спорные слова и действия редко вызывали вопросы — «он был неистовым, но искренним». Как и Робеспьер, Сен-Жюст был в том плане «непоколебим», он не старался искать никакой моральной выгоды и полностью посвятил себя политической повестке дня.
С другой стороны, ряд отечественных историков делают выводы об осознании Сен-Жюстом провала его идеалов, или даже осознании своих ошибок, в частности приводя цитату:
Выступая против злого управления, мы охотно считаем себя ригористами в делах принципов, но, как нередко встречается, придя к власти, отбрасываем принципы, ставя на их место свою волю
По их мнению, именно фатализм стал причиной того, что Сен-Жюст не оказал какого-либо противодействия перевороту, а впоследствии не проронил ни слова.

## В искусстве
Сен-Жюст действует в романе Марка Алданова «Девятое термидора» (1925), а также появляется в романе Рафаэля Сабатини «Возвращение Скарамуша» (1931). Он стал героем ряда художественных фильмов:
- Наполеон (1927 год, Франция). Режиссёр: Абель Ганс. Исполняющий роль: Абель Ганс (Звуковая версия фильма вышла в 1935 году)
- «Господство террора» (США, 1949), реж. Энтони Манн. Роль Сен-Жюста исполняет актёр Джесс Баркер
- «Сент-Жюст и сила обстоятельств» (1974 год, Франция). Режиссёр: Пьер Кардиналь. Исполняющий роль: Патрис Александр
- «Дантон» (1982 год, Франция, Польша). Режиссёр: Анджей Вайда. Исполняющий роль: Богуслав Линда
- «Французская революция» (1989, Франция, Италия, ФРГ, Великобритания, Канада). Режиссёры: Робер Энрико, Ричард Т. Хеффрон. Исполняющий роль: Кристофер Томпсон.
- «Пришельцы 3: Взятие Бастилии» (Франция, 2016) Режиссёр: Жан-Мари Пуаре. Исполняющий роль: Матье Спинозье.
- Роза Версаля (Япония, манга, 1972, аниме-сериал 1979). Автор первоисточника — Икэда Риёко.

Изображён на марке почтового блока Франции 1991 года.